# Calgary National Bank Challenger 2022
Der Calgary National Bank Challenger 2022 war ein Tennisturnier der ITF Women’s World Tennis Tour 2022 für Damen und ein Tennisturnier der ATP Challenger Tour 2022 für Herren in Calgary. Die Turniere fanden parallel vom 7. bis 13. November 2022 statt.